# Fritz Bisenz
Fritz Bisenz (* 10. März 1963 in Reutlingen als Susanne Rupp) ist eine Schweizer Komikerin, Sängerin, Schauspielerin, Autorin und Regisseurin.

## Leben und Wirken
Fritz Bisenz wurde als Susanne Rupp geboren. Nach einer Ausbildung zur Lithografin zog sie 1986 nach Zürich, wo sie heiratete und sich fortan „Fritz Bisenz“ nannte.
Bereits während ihrer Ausbildung an der Theaterschule «Comart» 1986/87 entstand ihre Kunstfigur Barbara Hutzenlaub. Nach der Theaterausbildung sang sie in der Big Band Clan Miller and the Hot Kotz und gründete kurz darauf ihre eigene Band Covergirls. Aus dieser Formation heraus entstand 1990 zusammen mit Bettina Dieterle, Denise Geiser, Regula Esposito und Co Gründler die A-cappella- und Kabarett-Gruppe Acapickels. Nach dem Ausscheiden von Bettina Dieterle und Co Gründler ergänzte 1996 Jasmin Clamor das Quartett. Die vier bieder und ältlich anmutenden Bühnenfiguren Barbara Hutzenlaub, Helga Schneider, Lotti Stäubli und Juliette Blamage – in grellen Kostümen und ausgestattet mit Brille, Blockflöten und altmodischen Handtaschen – brachten gesellschaftskritische Themen auf die Bühne, wobei Fritz Bisenz auch Regie führte und für die Gesamtdramatugie verantwortlich war. Insgesamt entstanden sechs Programme, das Quartett tourte in der Schweiz und Deutschland mit weit über 1000 Auftritten.
Nach der Auflösung der acapickels im Jahr 2008 gründete Fritz Bisenz zusammen mit Jasmin Clamor das Duo Hutzenlaub & Stäubli, es entstanden in Folge vier Programme. Anlässlich ihres 30-jährigen Bühnenjubiläums entstand 2018 die erste Solo Show «Barbara jubiliert», der weitere Programme folgten. Musikalisch unterstützt wird sie auf den ausgedehnten Tourneen durch Muriel Zemp.
Fritz Bisenz gastierte mit ihren Programmen zum Beispiel in der Roten Fabrik und am Theater am Hechtplatz in Zürich, in der Berliner UFA Fabrik und im Hamburger Schmidt Theater. Es erfolgte auch eine Zusammenarbeit mit dem Theaterhaus Gessnerallee. Diverse Auftritte absolvierte sie beim Sender Freies Berlin.
Fritz Bisenz arbeitet zwischendurch auch immer wieder als Regisseurin, wird als Coach, Dramaturgin oder Schauspielerin engagiert.

## Ehrungen
- 1994. Prix Walo (Acapickels)
- 1994: Salzburger Stier (Acapickels)
- 1996: Prix Pantheon (Acapickels)[2]
- 2000: Goldener Spaten (Acapickels)[3]
- 2000: Bayerischer Kabarettpreis (Acapickels)
- 2011: Die Krönung (Gessler Zwillinge) 1. Platz